# پادشاهی ۳: شعله سرنوشت
پادشاهی ۳: شعله سرنوشت (انگلیسی: Kingdom 3: The Flame of Destiny)، یک فیلم جنگی با داستان تاریخی ژاپنی محصول به کارگردانی شینسوکه ساتو، بر اساس مانگا کینگدام است.
این فیلم آغاز جنگ پادشاهی شو علیه دودمان چین است. 

## جستارها وابسته
- پادشاهی ۴: بازگشت ژنرال بزرگ